# Alessandro Rolla

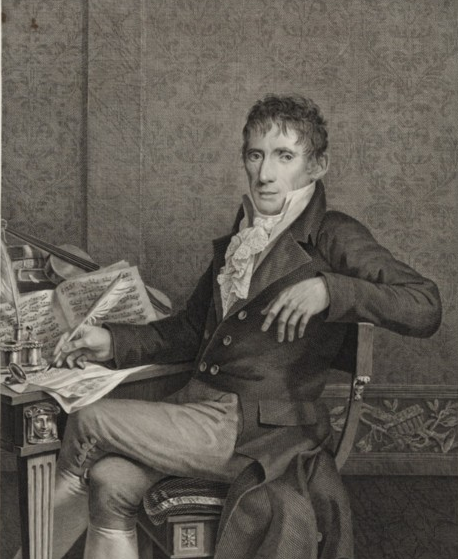
Alessandro Rolla.

Alessandro Rolla, född den 22 april 1757 i Pavia, död den 15 september 1841 i Milano, var en italiensk violinist. Han var far till Antonio Rolla. 
Rolla studerade violin och altfiol samt blev 1782 soloviolast vid hovet i Parma, där han tillika var Paganinis lärare, och 1802 kapellmästare vid Scalateatern i Milano, senare även konservatorielärare där. Hans kompositioner (duor, trior, kvartetter, kvintetter för stråkar, konserter för violin och altfiol) hade på sin tid stor framgång, men är nu alldeles glömda.